# Austrosialis maxmouldsi
Austrosialis maxmouldsi is een insect uit de familie Sialidae, die tot de orde grootvleugeligen (Megaloptera) behoort. De soort komt voor in het oosten van Australië.